# Jacques Chapou
Jacques Chapou (* 10. April 1909 in Montcuq; † 16. Juli 1944 in der Nähe von Bourganeuf) war ein von der Vichy-Regierung entlassener Lehrer. Er war im Rang eines Hauptmanns der Forces françaises de l’intérieur (FFI) in den Départements Lot, Corrèze und Creuse in der Résistance.

## Biografie
Im September 1942 war Chapou Abteilungsleiter der Liberation-Sud-Bewegung für das Lot unter dem Namen Philippe und ersetzte Édouard Valéry, der Kommissar für Operationen in der Dordogne wurde.
Im Mai 1944 übernahm Chapou das Kommando über die Macchia von Corrèze, dann über die von Creuse, Indre und Haute-Vienne. 1944 wurde er Militärkommandeur des Corrèze Francs-tireurs et partisans (FTP) alias „Klébert“. Nachdem das Militärkomitee der Abteilung ausgetauscht wurde, war er einer der Anführer, der die Eroberung von Tulle befehligten. Nachdem Verstärkungen aus einer Kolonne der SS-Verfügungsdivision eingetroffen waren, scheitere die Operation dramatisch. In der Folge kam es zum Massaker von Tulle.
Chapou starb am 16. Juli 1944 in der Nähe von Bourganeuf. In einem Gefecht mit Soldaten der Jesser-Brigade nahm er sich das Leben, als seine Munition zu Ende ging.

## Auszeichnungen
- Außerhalb von Bourganeuf Richtung Eymoutiers wurde ein Denkmal zur Erinnerung an Jacques Chapou errichtet.
- Das bis 1965 bestehende Stade Chapou in Toulouse wurde ihm zu Ehren benannt.
- In Cahors ist der Place Jean-Jacques Chapou nach ihm benannt.
- Er wurde zum Offizier der Ehrenlegion ernannt